# Sâmbăta
Sâmbăta je rumunská obec v župě Bihor. V roce 2011 zde žilo 1 475 obyvatel.
Obec se skládá ze šesti vesnic.

## Části obce
- Copăceni
- Ogești
- Rogoz
- Rotărești
- Sâmbăta
- Zăvoiu